# Семеняк-Штангей Валентина Миколаївна
Валентина Миколаївна Семеняк-Штангей (нар. 5 листопада 1963, м. Тальне, Черкаської області) — українська письменниця, журналістка, фотохудожник. Член Національних спілок журналістів (1996) та письменників (2012) України.

## Життєпис
Закінчила факультет журналістики Київського університету (1986, нині Інститут журналістики КНУ імені Тараса Шевченка).
Працювала кореспондентом газет «Наддніпрянська правда» (м. Херсон), «Вільне життя», «Тернопіль вечірній», «Ровесник» (м. Тернопіль), журналу «Родина» (м. Торонто, Канада). Позаштатним кореспондентом газет «Патріот України» та «Гарт» (м. Київ).
Від 2023 року є головою Тернопільської обласної організації Національної спілки письменників України.
Співпрацює у газетах «Сільський господар плюс», «Сімейна газета», «Божий сіяч».

## Доробок
Авторка книг
- «Пригоди маленького люстерка» (1995),
- «Чи легко бути мамою?» (2005),
- «Світ, який люблю» (2006),
- «Срібна пектораль» (2007),
- «Спитай у свого Янгола» (2009),
- «Сила ангельської пір'їни» (2010),
- «Писана торба» (2012),
- «Великі пригоди маленького люстерка» (2013),
- «Хто загубив усмішку?» (2014),
- «Булочка для… Бога» (2015),
- «Об'явник» (роман, 2016),
- «Бурмотійко і Даринка» (2017),
- «Баба Сяба» (2018),
- «Кой си изгуби усмивката?» (2018, болгарською мовою),
- «На скрижалях Часу» (2019),
- «Чапуня» (2020),
- «Базяник» (2024)[3][джерело?].

Зібрала колекцію ляльок.

## Персональні фотовиставки
- «Світ, який люблю» (2005, м. Ельблонг, Польща);
- «Бхарата — територія Сонця» (2014, м. Тернопіль);
- «Дорогами Балтії» (2015—2016, м. Тернопіль).

## Відзнаки
- Премія імені Іванни Блажкевич за книгу «Спитай у свого Янгола» (2013).
- Премія імені братів Богдана і Левка Лепких за літературну творчість (2015).[5]
- Премія імені Богдана Лепкого за книгу «На скрижалях Часу» (2019)
- Літературна премія «Благовіст» за низку книжок для дітей – «Як Боженка рятувала планету», «Бабусині секрети, або Де живе душа», «Казки бабусі Плахтійки», «Веселики та повітряна кулька» (2024)[6]
- Відзнака літературного конкурсу гумору і сатири від Спілки українців Америки (м. Філадельфія, США, 1995).
- Дипломантка літературного конкурсу 4-ї Міжнародної виставки-фестивалю «Православна Україна 2005» (м. Київ, 2005).
- Переможниця всеукраїнського фотоконкурсу «Моя Україна» (2005, м. Київ)
- Дипломантка ХІІІ літературно-краєзнавчого конкурсу ім. Мирона Утриска (2009, м. Турка, Львівська область).
- Лауреат всеукраїнського конкурсу гумору та сатири ім. Миколи Лукаша (2010, м. Київ).
- Переможниця всеукраїнського конкурсу «Глибини мови», «Усі ми родом з дитинства» та міжнародного конкурсу «Українська мова — мова єднання» (2011, 2012 м. Хмельницький, м. Одеса).
- Спецвідзнака «Вибір Генерального продюсера „1+1“» за найкращий кіносценарій у конкурсі «Коронація слова 2016», за «Проліскам сніг не страшний» (у співавторстві з Богданом Мельничуком) (2016).
- Фіналістка номінації мала проза «Як тебе не любити...» («Коронація слова 2019») та - «TERRA інклюзія» («Коронація слова 2020»).
- Переможець Всеукраїнського літературно-мистецького фестивалю імені Василя Скуратівського «До Василя!» у номінації «Книга для дітей» («Баба Сяба») — 2019.